# Поцелуй смерти (фильм, 1947)
«Поцелуй смерти» (англ. Kiss of Death) — фильм-нуар режиссёра Генри Хэтэуэя, вышедший на экраны в 1947 году.
Сценарий написали Бен Хехт и Чарльз Ледерер по рассказу Элизара Липски.
История вращается вокруг бывшего вора, которого играет Виктор Мэтьюр, и беспощадного и жестокого Томми Удо (Ричард Уидмарк). В фильме также играют Брайан Донлеви и в своей первой большой роли Колин Грэй.

## Сюжет
Накануне Рождества вор-рецидивист Ник Бианко (Виктор Мэтьюр) с тремя сообщниками грабит ювелирный магазин на 24 этаже нью-йоркского небоскрёба. Связанному управляющему магазина удаётся включить сирену ещё до того, как преступники успевают покинуть здание. Полиция перекрывает главный выход, и Ник пытается выбежать на улицу через двери соседнего офиса, однако сталкивается с полицейским, его ранят в ногу и арестовывают.
Помощник окружного прокурора Луис Д’Анджело (Брайан Донлеви) уговаривает Ника назвать имена своих сообщников в обмен на смягчение наказания. Хотя Ник уже трижды отбывал сроки за кражи, на этот раз, по словам прокурора, его положение изменилось, так как, попав в тюрьму, он оставит без средств к существованию жену и двух любимых маленьких дочек. Уверенный в том, что его адвокат Эрл Хаузер (Тейлор Холмс) и сообщники позаботятся о его жене и детях, пока он будет в заключении, Ник отказывается о сотрудничества и получает двадцатилетний срок. Во время этапирования Ник знакомится с безжалостным бандитом и убийцей Томми Удо (Ричард Уидмарк), который проникается к Нику уважением за категорический отказ того сотрудничать с властями.
Отсидев три года в тюрьме Синг-Синг, Ник узнает, что его жена покончила жизнь самоубийством, а детей отправили в приют. В газете он находит некролог, из которого следует, что его жена испытывала серьёзные материальные затруднения накануне смерти. В тюрьме Ника навещает Нетти Кавалло (Колин Грэй), молодая женщина, которая раньше сидела с детьми Ника. Нетти неохотно рассказывает Нику, что у его жены был роман с одним из его сообщников Питом Риззо. Поняв, что воровское сообщество его обмануло, Ник решает рассказать всё Д’Анджело. Поскольку прошло уже достаточно много времени, Д’Анджело не может использовать информацию Ника для сокращения срока его заключения, однако заключает с ним сделку, в соответствии с которой, если Ник поможет полиции в раскрытии другого дела, он получит условно-досрочное освобождение. На вопрос Д’Анджело о его прежних, нераскрытых ограблениях, Ник рассказывает об ограблении мехового магазина, в котором, в частности, принимал участие Риззо. При очередной встрече с Хаузером Ник даёт ему понять, что это Риззо донёс на него. Это подтверждается тем фактом, что полиция арестовывает всех участников ограбления мехового магазина, кроме Риззо.
Хаузер, который осуществляет связь между заключёнными и преступниками на свободе, сообщает Удо о предательстве Риззо. Удо приходит в дом Риззо, где застаёт только прикованную к инвалидной коляске его мать, которая говорит, что Риззо нет дома, и что он вернётся только поздно вечером. Осмотрев дом, Удо понимает, что Риззо, скорее всего, подался в бега. Разгневанный тем, что мать Риззо пыталась обмануть его, Удо привязывает её электрическим шнуром к инвалидному креслу и сталкивает с лестницы, она падает и разбивается насмерть.
Вскоре по указанию Д’Анджело Ник получает условно-досрочное освобождение. Он приходит к Нетти и объясняется ей в любви. Однако чтобы оставаться на свободе, Ник должен продолжать сотрудничество с Д’Анджело. По его указанию Ник как бы случайно сталкивается с Удо в одном из ресторанов. Испытывая уважение к Нику, ничего не подозревающий Удо начинает водить его по ночным клубам и в порыве откровенности рассказывает ему некоторые подробности совершенного им убийства. Ник передаёт всю полученную информацию Д’Анджело, который получает возможность на этот раз осудить Удо за убийство. После этого Д’Анджело предоставляет Нику свободу. Ник женится на Нетти, они забирают детей из приюта и селятся в отдельном доме в тихом жилом районе Нью-Йорка, Ник поступает на работу на цементный завод.
Однако накануне суда над Удо Ника вызывает Д’Анджело и требует, чтобы тот выступил со свидетельскими показаниями в суде. Против своего желания Ник соглашается. Однако, несмотря на показания Ника и другие доказательства, присяжные оправдывают Удо на том основании, что ключевое доказательство не было оформлено согласно процессуальным нормам. Уверенный в том, что Удо отмстит ему, и что полиция не сможет защитить его и его семью, Ник отправляет Нетти с детьми за город. Оставшись в доме один, среди ночи Ник неожиданно видит у своих дверей Д’Анджело. Он пытается уговорить Ника принять защиту и опеку со стороны полиции, но Ник бьёт Д’Анджело в челюсть (в результате чего тот теряет сознание) и решает самостоятельно разобраться с Удо. Ник безуспешно ищет Удо в его любимых точках, и в конце концов, находит в одном из ресторанов.
При встрече Удо говорит Нику, что для него он по-прежнему «кореш». Ника это не убеждает, особенно, после того, как Удо выражает тонко скрытую угрозу в адрес Нетти и детей. Ник предупреждает Удо, чтобы тот держался подальше от его семьи, говоря, что дело касается только их двоих. Удо приказывает владельцу ресторана приготовить для Ника лучшее блюдо, а сам выходит наружу. Ник видит, что большой лимузин Удо припаркован прямо перед дверями ресторана. Ник понимает, что как только он выйдет из дверей ресторана, то попадёт в засаду. Ник звонит Д’Анджело, который ожидает его в ближайшем полицейском участке и говорит ему, чтобы тот вместе с вооружённым нарядом подъезжал к ресторану ровно через две минуты, тогда Ник сможет обеспечить ему достаточные основания, чтобы разобраться с Удо. Ник выходит на улицу. Один из людей Удо достает пистолет и собирается застрелить Ника в упор, но Ник провоцирует Удо, чтобы тот взял пистолет и стрелял сам, зная, что за такое преступление тот получит пожизненный срок. Удо стреляет в Ника, но его тут же окружает полиция. Удо пытается бежать, но получает ранение и падает. Он выживает, но теперь уже наверняка будет осуждён и проведёт остаток жизни в тюрьме.
Серьёзно раненый, Ник тем не менее остаётся жив и вместе с Нетти надеется на радостную и мирную совместную жизнь.

## В главных ролях
- Виктор Мэтьюр — Ник Бианко
- Брайан Донлеви — Луис Д’Анджело, помощник окружного прокурора
- Колин Грэй — Нетти Кавалло
- Ричард Уидмарк — Томми Удо
- Тейлор Холмс — Эрд Хаузер, адвокат

В титрах не указаны
- Тито Вуоло — Луиджи
- Роберт Карнс — подручный Томми
- Сюзан Кэбот — покровительница ресторана (впервые на экране)

## Оценка критики
«Поцелуй смерти» считается важным примером жанра фильм нуар, также он памятен дебютной ролью Ричарда Уидмарка, положившей начало его звёздной карьере.
Кинокритик Деннис Швартц писал: «Неприукрашенный фильм нуар Генри Хэтэуэя об „исправившемся“ профессиональном преступнике, который вынужден вернуться в криминальный мир, никогда не звучал полностью правдиво, несмотря на то, что для большей реалистичности снят в полудокументальном стиле непосредственно на улицах Нью-Йорка. Тем не менее, это великолепный игровой фильм, основанный на реальных событиях, с запоминающейся демонстрацией безумия, в частности, в эпизоде, где похихикивающий киллер-психопат Томми Удо (Ричард Уидмарк, незабываемый кинодебют) сталкивает прикованную к инвалидной коляске старушку (Милдред Даннок) в лестничный пролёт, не прекращая при этом своё хихиканье».
Писатели Реймонд Борд и Этьенн Шометон писали: «Из фильма Генри Хэтэуэя „Поцелуй смерти“ запомнится тот насквозь невротический, отвратительный мелкий подонок с дикими глазами и пронзительным смехом, которого Ричард Уидмарк превратил в одну из своих лучших ролей».
Критик Ник Шейгер написал: «Совершенно не удивительно, что Ричард Уидмарк был большим поклонником Бэтмена, так как его звёздный кинодебют в „Поцелуе смерти“ в роли скалящего зубы, гогочущего психопата Томми Удо (за что он получил номинацию на Оскар) очень много взял у Джокера. Безусловно, то, как наэлектризованный аморальный псих в исполнении актёра наслаждается сталкиванием с высоты прикованной к инвалидному креслу женщины, — это главная (и, возможно, единственная) причина смотреть этот перехваленный нуар Генри Хэтэуэя 1947 года, беспорядочный, но визуально изящный криминальный фильм (неореалистически снятый на натуре в различных уголках Манхэттена), постоянно теряющий собственную точку зрения».
Фигура Томми Удо вошла в массовое сознание Америки. В некоторых колледжах студенческие братства стали формировать клубы Томми Удо «с намерением поставить женщин на место». Известны случаи, когда актёра просили записать на диск маниакальный смех из этого фильма.

## Награды
В 1948 году Ричард Уидмарк завоевал «Золотой глобус» как самый многообещающий актёр.
В 1948 году на международном кинофестивале в Локарно Бен Хехт и Чарльз Ледерер завоевали приз за лучший сценарий.
В 1948 году картина получила две номинации на Оскар: Ричард Уидмарк был номинирован как лучший актёр второго плана, а Элизар Липски был номинирован за лучшую оригинальную историю, положенную в основу сценария.

## Римейки
В 1958 году был сделан ремейк фильма в жанре вестерн под названием «Злодей, который ушёл на запад». Режиссёр фильма — Гордон Дуглас,  главные ролях сыграли Хью О’Брайен и Роберт Эванс.
Ещё один ремейк под названием «Поцелуй смерти» был поставлен в 1995 году режиссёром Барбе Шрёдером, в главных ролях — Дэвид Карузо, Николас Кейдж, Сэмюэл Л. Джексон и Хелен Хант. Ремейк в общих чертах сохранил тот же сюжет, но без персонажа, аналогичного Томми Удо.